# Elin Kåven
Elin Kåven (* 25. Oktober 1979 in Hammerfest) ist eine samische Sängerin aus Norwegen.

## Leben und Karriere
Mit 16 Jahren zog Elin in den Süden Norwegens und später ins Ausland. Sie vermisste ihre alte Heimat und zog nach neun Jahren zurück in den Norden Norwegens nach Karasjok.
Nachdem sie an einem samischen Gesangswettbewerb teilgenommen hatte, veröffentlichte sie 2005 ihre erste EP. Seither veröffentlichte sie drei Alben einige Singles und weitere Werke. In ihren Liedern bedient sie sich des traditionellen samischen Jojkens. 2008 gewann sie den Sámi Grand Prix, im selben Jahr erreichte sie den zweiten Platz des Liet Lavlut European Song Contest for Minority Languages. Elin wurde 2011 Sami Artist of the Year. Im Februar 2012 war sie mit ihrem Song Áibbas Jaska / All still Finalistin der International songwriting competition, bei der unter anderem Ozzy Osbourne, Tori Amos, Tom Waits und Robert Smith Juroren waren. 2013 war sie mit einem Symphonie Orchester im Nationalen Fernsehen. Ihr drittes Album Eamirtini-Rimeborn wurde im November 2015 veröffentlicht und erzielte den 11. Platz der World Music Chart Europe im März 2016. Sie war auch in Indigenous Song Lines, einer Sendung im nordischen Fernsehen. 2016 wurde ihr drittes Album für den Preis der deutschen Schallplattenkritik nominiert. Insgesamt trat sie bereits in zwölf Ländern auf der ganzen Welt aus. Zusammen mit dem Komponisten Robin Lynch nahm sie als Elin & The Woods am Melodi Grand Prix 2017 teil, wo sie den dritten Platz erzielte.

## Diskografie
- 2005: Rieban (EP)
- 2009: Jikŋon Musihkka / Frozen Music (Album)
  - Áibbas Jaska / All Still
  - Gii Logai / Who Said
  - Jikŋon Musihkka / Frozen Music
  - Dovdu Mii Jávká / Disappearing Feelings
  - Suoivanis / In the Shadow
  - Du Lusa / To Where You Are
  - Váldde Mu Du Mielde / Take Me With You
  - Oaidnaletne / See You
  - Soardde Mu / Hurt Me
  - Jorri Čalmmit / Twirling Eyes
- 2012: Máizan / Thaw (Album)
  - Ulda Nikta / Ulda Allures
  - Lihkku Niehku / Dream of Fortune
  - Vaimmu Čuovga / Heartlight
  - Gatnjalat Vaimmus / Tears From the Heart
  - Jus Mieđihat / If You Agree
  - Ija Árdna / Night Treasure
  - Njielasattu / Quicksand
  - Čuovo Čuovgga / Follow the Light
  - Čábbáseamos Báiki / Beautiful Place
- 2014: Sámi Soga Lávlla / Sami Anthem (Single)
- 2015: Eamiritni / Rimeborn (Album)
  - Javkan / Vanished
  - Hiras / Demure
  - Lynxie
  - Gothla
  - Gavnahallan / Revealed
  - Muorat Dánsot / Trees Dance
  - Enya
  - Dohkka / Doll
  - Friddja / Free
  - Veahkkin / Help
  - Gárdin-áhkku / Grandmother Inga
  - Álgu / Beginning
- 2015: Stálu Fápmu (Single)
- 2017: First Step In Faith / Oadjebasvuhtii (als Elin and the Woods)